# Ivory Tower
A Ivory Tower SASU é uma desenvolvedora de jogos eletrônicos francesa localizado em Lyon, na França. A empresa foi fundada em 31 de outubro de 2007 por Ahmed Boukhelifa, Emmanuel Oualid e Stephane Beley. A equipe de desenvolvimento inclui membros que trabalharam anteriormente na Eden Games em projetos da série Need for Speed, Test Drive Unlimited e V-Rally. 
Seu primeiro jogo, The Crew, foi lançado em 2 de dezembro de 2014 para Microsoft Windows, PlayStation 4, Xbox One e Xbox 360. Em outubro de 2015, a Ubisoft anunciou que adquiriram totalmente a Ivory Tower. Atualmente eles estão desenvolvendo o jogo The Crew 2.

## Jogos desenvolvidos
| Título     | Ano  | Plataforma(s)                                        | Notas                                                                                   |
| ---------- | ---- | ---------------------------------------------------- | --------------------------------------------------------------------------------------- |
| The Crew   | 2014 | Microsoft Windows, PlayStation 4, Xbox One, Xbox 360 | Co-desenvolvido pela Ubisoft Reflections, Xbox 360 pela Asobo Studio e Ubisoft Shanghai |
| The Crew 2 | 2018 | Microsoft Windows, PlayStation 4, Xbox One           | Co-desenvolvido pela Ubisoft Reflections                                                |